# ディック・パウエル
ディック・パウエル（Dick Powell,1904年11月14日 - 1963年1月2日）は、アメリカ合衆国・アーカンソー州出身の俳優・歌手・映画監督。妻は女優のジューン・アリソン。

## 主な出演作品
- 四十二番街 42sd Street (1933)
- ゴールド・ディガース Gold Diggers of 1933 (1933)
- フットライト・パレード Footlight Parade (1933)
- ワンダー・バー Wonder Bar (1934)
- 二千万人の恋人 Twenty Million Sweetheart (1934)
- 泥酔夢（デイム） Dames (1934)
- 春の夜明け Happiness Ahead (1934)
- お姫様大行進 Flirtation Walk (1934)
- ゴールド・ディガース36年 Gold Diggers of 1935 (1935)
- 真夏の夜の夢 A Midsummer Night's Dream (1935)
- 海行かば Shipmates Forever (1935)
- サンクス・ミリオン Thanks a Million (1935)
- コリーン Colleen (1936)
- 踊る三十七年 Gold Diggers of 1937 (1936)
- ステージ・ストラック Stage Struck (1936)
- 陽気な街 On the Avenue (1937)
- 大学祭り Varsity Show (1937)
- 聖林ホテル Hollywood Hotel (1937)
- 七月のクリスマス Christmas in July (1940)
- 凸凹海軍の巻 In the Navy (1941)
- ブロンドの殺人者 Murder, My Sweet (1943)
- ジョニー・オクロック Johnny O'Clock (1947)
- 拳銃往来 Station West (1948)
- 猛獣と令嬢 The Reformer and the Redhead (1950)
- 悪人と美女 The Bad and the Beautiful (1952)
- 奥様は芳紀十七歳 Susan Slept Here (1954)

## 監督作品
- 非常線 Split Second (1953)
- 征服者 The Conqueror (1956)
- 夜の乗合自動車 You Can't Run Away from It  (1956)
- 眼下の敵 The Enemy Below (1957)
- 追撃機 The Hunters (1958)